# Montag (film)
Pour les articles homonymes, voir Montag.
Pour plus de détails, voir Fiche technique et Distribution.
Montag (Montag kommen die Fenster) est un film allemand réalisé par Ulrich Köhler sorti en 2006.

## Synopsis
Nina, Frieder et leur petite fille commencent leur nouvelle vie dans leur nouvelle maison jusqu’au jour où Nina ne revient pas chez elle, et où on la retrouve dans un hôtel au milieu d’une forêt.

## Fiche technique
- Titre : Montag
- Titre original : Montag kommen die Fenster
- Réalisation : Ulrich Köhler
- Scénario : Ulrich Köhler
- Photographie : Patrick Orth
- Montage : Kathrine van B. Granlund
- Production : Frank Löprich et Katrin Schlösser
- Société de production : Ö-Filmproduktion
- Société de distribution : ASC Distribution (France)
- Pays :  Allemagne
- Langue : allemand, anglais
- Genre : Drame
- Durée : 88 minutes
- Date de sortie : 22 novembre 2006

## Distribution
- Isabelle Menke : Nina
- Hans-Jochen Wagner : Frieder
- Amber Bongard : Charlotte
- Trystan Wyn Puetter : Christoph
- Elisa Seydel : Nathalie
- Ilie Năstase : David Ionesco
- Ursula Renecke : Maria
- Devid Striesow : Fenstermacher